# Richard Brodersen (Philologe)
Richard Brodersen (* 7. Juni 1793 in Flensburg; † 4. Februar 1830 in Rendsburg) war ein deutscher Klassischer Philologe und Gymnasiallehrer.
Brodersen besuchte das Katharineum zu Lübeck bis Ostern 1812 und studierte von 1812 bis 1817 Klassische Philologie an der Universität Kiel. Nach der Promotion zum Dr. phil. (1817) arbeitete er als Hauslehrer in Berlin. An der dortigen Universität habilitierte er sich 1818 und hielt als Privatdozent Vorlesungen ab. 1819 kehrte er in derselben Eigenschaft an die Universität Kiel zurück. Im Dezember 1820 wurde er zum Rektor der Gelehrtenschule zu Rendsburg ernannt.

## Schriften (Auswahl)
- De philosophia Pyrrhonia. Kiel 1819
- De Arcesilao philosopho Academico commentatio. Pars prior. Altona 1821
- Hindernisse des Wirkens an der Schule. Erstes Fragment. Schleswig 1822